# Religión en España
Para entender la religión en España hay que tener presente una larga historia de la existencia de diferentes credos en el territorio geográfico anterior al actual Estado español, y en lo que luego se constituyó como unidad política, sobre todo después de los Reyes Católicos. También implica analizar la situación actual de presencia de grupos religiosos en España y el grado de aceptación y creencia que tales grupos tienen entre la población.  
Según datos publicados por el Centro de Investigaciones Sociológicas en abril de 2025, el 55,4 % de los ciudadanos españoles se identifican como católicos, (el 36,6 % se definen como no practicantes, mientras que el 18,8 % como practicantes), el 39,0 % se identifican como sin religión, entre ellos ateos (15,8%), agnósticos (11,2 %) o no creyentes (12,0 %), y el 3,6 % como seguidores de otras religiones.
La población española es actualmente poco practicante en su conjunto: según el mismo barómetro, el 47,1 % de quienes se autodefinen como católicos o creyentes de alguna religión dicen no ir nunca o casi nunca a oficios religiosos, el 23,7 % dice ir varias veces al año y el 9,4 % dice ir dos o tres veces al mes. Un 13,6 % dice acudir a oficios religiosos casi todos los domingos y días festivos, y un 5,2 % dice que va varias veces por semana.
Desde el periodo desarrollista del franquismo hasta nuestros días tiene lugar un proceso de secularización que ha supuesto una progresiva disminución en la práctica religiosa, en la asistencia a los distintos ritos religiosos (bautizos, comuniones y matrimonios católicos) y en el porcentaje de españoles que se reconoce católico. Los estudios del CIS muestran diferencias generacionales: según el barómetro de opinión hecho en marzo de 2019, un 46,1% de los españoles entre 18 y 24 años dice ser católico, mientras que otro 46,1% se reconoce como no creyente o ateo.
Existen también minorías islámicas, protestantes y ortodoxas, cuyo número se ha incrementado recientemente debido a la inmigración[cita requerida] (suman alrededor del 2,4 % de la población), así como otros grupos, como judíos, budistas, bahaís o mormones, entre otros.
La evolución del número de matrimonios mediante un rito religioso o por lo civil también ha sido afectada por el proceso de secularización. En la década de los años 2000 el matrimonio estrictamente civil superó en número al matrimonio religioso. Entre 2000 y 2009 el número de uniones por el rito católico descendió algo más de un 50 %, de 163 636 a 80 174, mientras que los matrimonios civiles aumentaron un 80 %, de 52 255 a 94 993. Esta tendencia prosigue en la década siguiente: en 2014 se celebraron 107 075 matrimonios civiles frente a 51 350 religiosos, la mayoría de estos últimos de la confesión católica.

## Historia
Durante la Reconquista (718-1492), los reinos cristianos del norte combatieron la dominación islámica del resto de la península ibérica. Tras las conquistas cristianas, un porcentaje importante de la población siguió siendo musulmana, a lo que se añadía un cierto número de judíos en las ciudades. En 1492 se decretó la expulsión de los judíos de España; entre 50 000 y 200 000 abandonaron el país, aunque un tercio de ellos se convirtió al cristianismo y se quedó en España. Por su parte, la expulsión de los moriscos en 1609 provocó la desaparición de los últimos practicantes musulmanes del país. A raíz de esto y de la vigilancia de la Inquisición Española, no hubo minorías religiosas durante varios siglos.
A mediados del siglo XIX se permitió la libertad religiosa en España, aunque el catolicismo siguió siendo la religión oficial. Con la conquista del Marruecos español, los judíos recibieron a las tropas españolas como liberadoras y algunas comunidades se instalaron en España. El gobierno de Miguel Primo de Rivera (1923-1930) otorgó la ciudadanía española a los judíos sefardíes que lo solicitasen, aunque la inmigración fue muy reducida.
Según la Constitución de la Segunda República (1931-1939), España se convirtió en un estado laico. El régimen franquista (1939-1975) volvió a instaurar el catolicismo como religión oficial. Finalmente, la Constitución española de 1978, en vigor, declaró a España como un estado aconfesional.
| Evolución del sentimiento religioso en España - CIS              |                                                                  |
| ---------------------------------------------------------------- | ---------------------------------------------------------------- |
| Gráfico no disponible temporalmente debido a problemas técnicos. |                                                                  |
| Católicos No creyentes y ateos Creyentes de otras religiones     |                                                                  |
|                                                                  | Gráfico no disponible temporalmente debido a problemas técnicos. |

### El Estado actual y las religiones
En el artículo 16 de la Constitución española se estipula que:

1. Se garantiza la libertad ideológica, libertad religiosa y de culto de los individuos y las comunidades sin más limitación, en sus manifestaciones, que la necesaria para el mantenimiento del orden público protegido por la ley.
2. Nadie podrá ser obligado a declarar sobre su ideología, religión o creencias.
3. Ninguna confesión tendrá carácter estatal. Los poderes públicos tendrán en cuenta las creencias religiosas de la sociedad española y mantendrán las consiguientes relaciones de cooperación con la Iglesia Católica y las demás confesiones.

El artículo fue fruto de un consenso para solucionar la cuestión religiosa en la política española, abandonando la forma de la confesionalidad del Estado, tradicional en la historia española. La Ley Orgánica 7/1980, de 5 de julio supuso un desarrollo de la libertad religiosa y la aconfesionalidad en España y creó el Registro de Entidades Religiosas del Ministerio de Justicia.
Las relaciones con la Iglesia católica se rigen por una serie de acuerdos firmados entre el Reino de España y la Santa Sede suscritos en 1979. Además existe una comisión mixta de relaciones entre el Estado y la Conferencia Episcopal Española.
Asimismo, en 1992 suscribieron sucesivos acuerdos de cooperación con el Estado la Federación de Entidades Religiosas Evangélicas de España (Ley 24/1992, de 10 de noviembre), la Federación de Comunidades Judías de España (Ley 25/1992, de 10 de noviembre) y la Comisión Islámica de España (Ley 26/1992, de 10 de noviembre).

## Religiones en España

### Listado de principales religiones con presencia en España
- Cristianismo
  - Iglesia católica
    - Iglesia latina
    - Iglesias católicas orientales

  - Protestantismo
    - Federación de Entidades Religiosas Evangélicas de España (Alianza Evangélica Española (está integrada en la Alianza Evangélica Europea y en la Alianza Evangélica Mundial):[7]
      - Anabautistas, Menonitas y Hermanos en Cristo en España
      - Asamblea Cristiana
      - Asambleas de Dios de España
      - Asambleas de Hermanos
      - Comunión Anglicana:
        - Iglesia Española Reformada Episcopal (IERE)
        - Federación Anglicana (Sección Española de la Diócesis en Europa)

      - Federación de Iglesias Apostólicas y Pentecostales de España (FIAPE)
      - Federación de Iglesias Betania. (FIBE)
      - Federación de Iglesias de Dios de España (FIDE)
      - Federación de Iglesias Evangélicas Independientes de España (FIEIDE)
      - Federación de Iglesias Evangélicas Pentecostales de España (FIEPE)
        - Iglesia evangélica Filadelfia

      - Fraternidad Pentecostal y Carismática de España
        - Iglesia Cuerpo de Cristo

      - Iglesia Evangélica Española (IEE) (Es una Iglesia protestante formada por la unión de comunidades presbiterianas, congregacionalistas, metodistas, luteranas y valdense.[8])
      - Iglesia del Evangelio Cuadrangular
      - Iglesias Buenas Noticias
      - Iglesias de Cristo
      - Iglesias de la Biblia Abierta
      - Unión Evangélica Bautista de España (UEBE)
      - Unión de Iglesias Cristianas Adventistas del Séptimo Día (UICASDE)[7]

    - Testigos de Jehová
    - La Iglesia de Jesucristo de los Santos de los Últimos Días

  - Iglesia ortodoxa
    - Iglesia ortodoxa de Constantinopla
      - Iglesia ortodoxa de Grecia

    - Iglesia ortodoxa rusa
    - Iglesia ortodoxa rumana
    - Iglesia ortodoxa serbia
    - Iglesia ortodoxa búlgara
    - Iglesia ortodoxa y apostólica georgiana

  - Iglesia Cristiana Palmariana de los Carmelitas de la Santa Faz en compañía de Jesús y María
  - Iglesia Universal del Reino de Dios
  - Familia Unida
- Islam-Comisión Islámica de España-Unión de Comunidades Islámicas de España-Junta Islámica de España-Comunidad Ahmadía
- Judaísmo-Federación de Comunidades Judías de España
- Budismo-Unión Budista de España, Federación de Entidades Budistas de España (UBE-FEBE)
- Hinduismo-Federación Hindú de España
- Bahaísmo-Comunidad Bahai España
- Otras religiones (menos del 0,1 %)
  - Jainismo
  - Sijismo
  - Confucianismo
  - Taoísmo
  - Iglesia de la Unificación-Federación de Familias por la Paz y la Unificación
  - Hare Krishna
  - Comunidad Odinista de España
  - Sintoísmo
  - Neopaganismo
  - Etcétera
- Irreligión en España

### Catolicismo

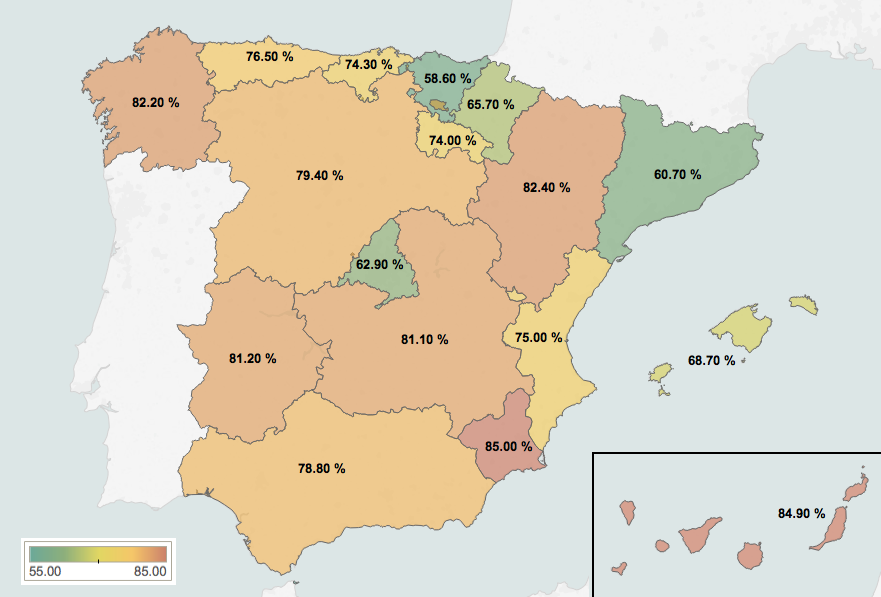
Porcentaje de católicos por comunidad autónoma, según barómetro del CIS de septiembre-octubre de 2012

La religión católica ha sido desde la etapa moderna la más importante en España. El catolicismo fue la religión oficial del país desde el siglo XV hasta 1931 y, posteriormente, entre 1939 y 1978.
Según los datos publicados por el sitio Pew Research Center un 60 % de la población de España era miembro del catolicismo en 2017. y en abril de 2021.

De acuerdo con el Centro de Investigaciones Sociológicas se definió como católica un 59.8 % de la población española en marzo de 2021. Sin embargo, este alto porcentaje oculta que muchos de ellos son no practicantes y solo acuden a la iglesia para ocasiones sociales. 

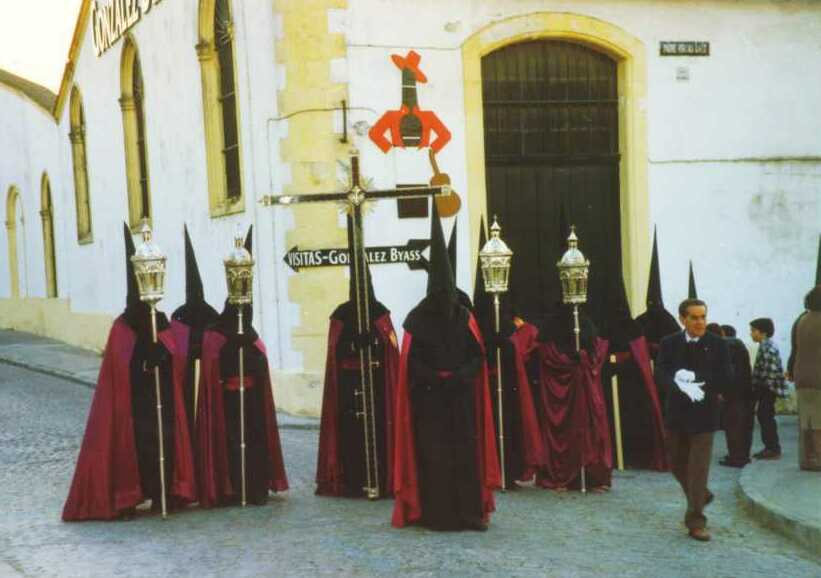
Nazarenos ante una famosa bodega jerezana.

Según el Barómetro del CIS de marzo de 2021, el 47.5 % de los que se declaran católicos no van a misa casi nunca y solo el 10.6 % va a misa todos los domingos. Por otra parte el porcentaje de católicos experimenta una disminución progresiva cuanto más estudios tenga el grupo al que se le pregunta. Pasando de un 92,5 % de católicos entre las personas que no tienen estudios, al 54,1 % que se declaran igual entre los que poseen estudios superiores.

### Otras religiones

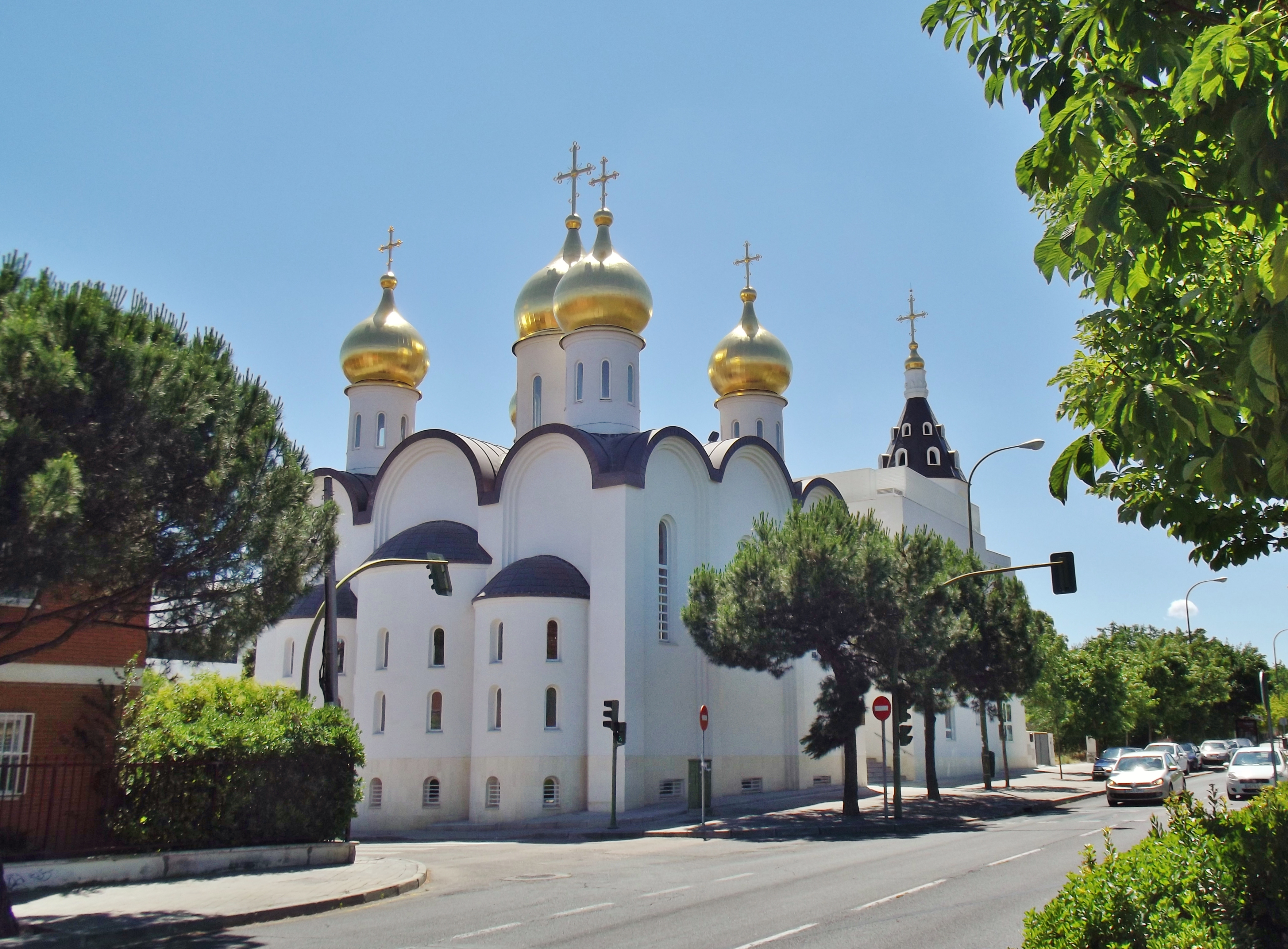
Fachada de la iglesia ortodoxa de la Magdalena en Madrid

De acuerdo con el barómetro del CIS, en mayo de 2021 un 2,7 % de los encuestados se declaraba creyente de una religión distinta de la católica.
Mientras que el número de católicos en España desciende, en los últimos años se ha incrementado el número de españoles que abraza la doctrina del Corán, bien sea porque han adquirido la nacionalidad o porque han nacido en España en el seno de una familia musulmana. El Estudio Demográfico de la Población Musulmana, elaborado por la Unión de Comunidades Islámicas de España (UCIDE) y el Observatorio Andalusí, constató a comienzos de 2016 que el número de musulmanes en España era de 1 887 906 personas, lo que suponía el 4,3 % de la población total española (establecida en unos 46,5 millones, según el censo de 2016). Este aumento del islam se contrasta con los antiguos datos del censo del INE, que concluyeron que en España en 2008 había aproximadamente:
- 900 000 ciudadanos procedentes de países de tradición islámica (principalmente de Marruecos, Sahara Occidental, Argelia y Senegal).
- 1 200 000 protestantes, de los cuales 400 000 son españoles de origen y 800 000 son ciudadanos comunitarios y extracomunitarios (principalmente de Reino Unido, Estados Unidos y Alemania).[16]
- 1 000 000 de ciudadanos de nacionalidad extranjera procedentes de países de tradición ortodoxa (principalmente, de Rumanía, Bulgaria, Ucrania y Rusia).

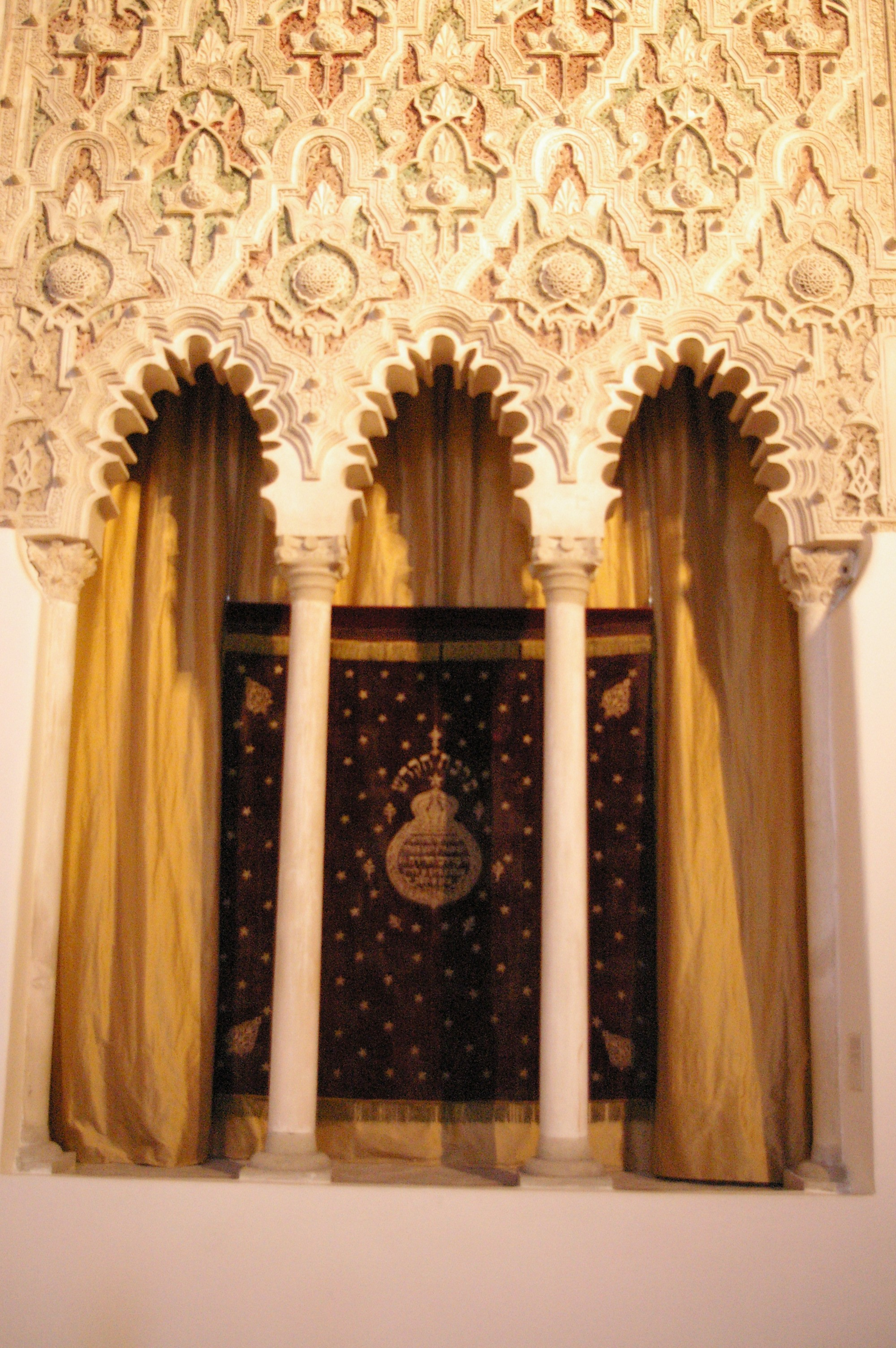
Sinagoga del Tránsito en Toledo.

Las principales minorías religiosas serían:
- Islam en España-Unión de Comunidades Islámicas de España

- Protestantismo en España - Federación de Entidades Religiosas Evangélicas de España
  - Iglesia Española Reformada Episcopal
  - Iglesia Evangélica Española
  - Iglesia Adventista del Séptimo Día
  - Unión Evangélica Bautista de España
  - Alianza Evangélica Española
  - Iglesia evangélica Filadelfia (Iglesia compuesta mayoritariamente por gitanos), es miembro de Alianza Evangélica Española.

- Iglesia ortodoxa en España

- Judaísmo en España

Otras:
- Testigos de Jehová: Según la página web de la organización, en 2024 hay 125.359 miembros y 1.369 congregaciones.[17]
- Iglesia de Jesucristo de los Santos de los Últimos Días
- Budismo
- Bahaísmo
- Hinduismo
- Iglesia Palmariana
- Sintoísmo
- Neopaganismo
  - Wicca: En 2007 se reconoció y se inscribió en el Ministerio de Justicia la Sociedad Antigua de Kelt[18] y en el año 2011 la asociación religiosa llamada Wicca Celtíbera.[19] Cada año tiene lugar el día 21 de junio una celebración de corte neopagano en el auditorio del municipio de Pinto (en el sur de la comunidad autónoma de Madrid) y corre a cargo de la segunda entidad religiosa registrada.[20]

Entre la población de los gitanos en España, tradicionalmente católica, las conversiones al protestantismo (principalmente pentecostalismo) han sido importantes durante las últimas décadas del siglo XX, de forma que el número de gitanos evangélicos supera al de católicos. También se han conservado de forma parcial sus creencias y costumbres propias.

### Budismo
El Ministerio de Justicia concedió, en octubre de 2007, a la Federación de Comunidades Budistas de España la consideración de notorio arraigo, un nivel que permitiría a esta religión suscribir acuerdos con el Estado. Los budistas son un colectivo que, según el Ministerio de Justicia, cuenta con más de 40 000 practicantes de las diversas tradiciones. La Federación de Comunidades Budistas de España eleva la cifra a 65 000 y calcula que, en los últimos años, el número de fieles ha crecido cerca del diez por ciento. Otros cálculos oficiales muestran que en España hay 80 000 practicantes budistas y más de 200 000 personas simpatizantes de esta religión.
Según estimaciones, hasta el año 2018, la población budista de España continuaba con un crecimiento apreciable, llegando a alrededor de 90 000 seguidores activos, y a 300 000 adherentes si se incluyen también los simpatizantes.

## Irreligión
En junio de 2022 había en España, según un estudio del CIS, un 27,1 % de ateos y no creyentes, por encima del 3,5 % de ateos y 10,2 % de no religiosos de la primera encuesta equiparable, de septiembre de 1998.